# Fulgentius Le Roy
Fulgentius (Werner) Le Roy (Beervelde, 23 augustus 1923 - Affligem, 14 oktober 2017) was een benedictijn van de abdij van Affligem en voormalig bisschop van Pietersburg in Zuid-Afrika.

## Biografie
Fulgentius Le Roy werd geboren als "Werner" Le Roy. Zijn middelbare studies volbracht hij aan het Sint-Barbaracollege bij de jezuïeten te Gent, waar hij de richting Latijn-Grieks volgde. Op 8 september 1946 trad hij in in de abdij van Affligem, waar hij als religieus de naam "Fulgentius" kreeg. Op 22 september 1947 legde hij er zijn tijdelijke geloften af en op 26 september 1950 zijn eeuwige. In 1952 werd hij priester gewijd.
Fulgentius Le Roy had reeds lang aangegeven missionaris te willen worden. In 1953 mocht hij vertrekken naar Noord-Transvaal in Zuid-Afrika, waar hij zou blijven tot 2007. Daarmee was hij de laatste buitenlandse missionaris van de abdij van Affligem. Hij werkte er in verschillende missieposten. In 1963 werd hij aalmoezenier van de Universiteit van het Noorden (Turfloop), in 2005 samen met een andere universiteit omgevormd tot de Universiteit van Limpopo. Tegelijk werd hij pastoor in de kleine parochie Haenertsburg.
In 1973 startte hij samen met een medepater een pastoraal centrum te Subiaco (Go-Molepo). Een jaar later, in 1974, verhuisde de huidige Sint-Benedictusabdij van Pietersburg er naartoe. Het was een territoriale abdij, wat betekent dat ze mee fungeerde als bisdom (het latere bisdom Polokwane). Eind 1974 werd Le Roy er de eerste abt. Op 14 september 1975 werd hij gewijd tot titulair bisschop van Ausafa. Omdat de combinatie van de functies van abt en bisschop zeer zwaar was, drong hij aan op een splitsing hiervan, wat ook gebeurde. Op 15 december 1988 werd hij dan als eerste bisschop van het nieuwe bisdom Pietersburg (Polokwane) gewijd. Hij behield deze functie tot zijn emeritaat op 17 februari 2000. Hij bleef evenwel nog in Zuid-Afrika en ging er terug aan de slag als parochiepriester te Haenertsburg tot zijn terugkeer naar de abdij van Affligem op 30 maart 2007.
Op 14 oktober 2017 overleed hij onverwacht in de abdij. Hij was 93 jaar en werd begraven op het abdijkerkhof.

## Eretekens
- 13 juni 2008:  Commandeur in de Leopoldsorde